# ادگار وارطانیان
ادگار وارطانیان (ارمنی: Էդգար Վարդանյան؛ زادهٔ ۹ مهٔ ۱۹۹۳) بازیکن فوتبال در پست هافبک اهل ارمنستان-لتونی است. وی هم‌اکنون عضو باشگاه فوتبال اسپارتاک یورمالا می‌باشد. وارطانیان از سال ۲۰۱۷ در ترکیب تیم ملی فوتبال لتونی حضور دارد و نخستین بازی ملی خویش در ۹ ژوئن ۲۰۱۷ در چارچوب مقدماتی جام جهانی مقابل پرتغال انجام داده‌است. وی همچنین در تیم ملی زیر ۱۷ سال لتونی، تیم ملی زیر ۱۹ سال لتونی تیم ملی زیر ۲۱ سال لتونی بازی کرده‌است.